# Северное Возрождение
Северное Возрождение — переломная эпоха в развитии культуры стран Северной Европы: Нидерландов, Германии, или более обобщённо, — Европы за пределами Италии, к «северу от Альп». Северное Возрождение тесно связано с общим культурным феноменом эпохи Возрождения, прежде всего с итальянским Возрождением, однако имеет ряд характерных отличий. Основное отличие заключается в том, что если в Италии идейными основаниями нового мышления являлись борьба за свободу творческой личности, гуманизм и антропоцентризм, а также возросший интерес к античности, при непосредственном участии католической церкви, то в северных странах условия были иными: распространение идей пантеизма и назревание Реформации. Иногда это различие сужают до формулы: в Италии в центре мира был человек, а в Германии — природа. Отсюда появление новых жанров в искусстве: вместо алтарных картин и статуй, предназначенных для католических храмов — светский портрет, бытовой жанр, натюрморт и пейзаж, сельский, городской, архитектурный; к примеру, в живописи малых голландцев или пейзажи художников дунайской школы.
Термин «северное возрождение» впервые использовали французские историки Л. Куражо и С. Рейнак, а затем классик венской школы искусствознания М. Дворжак. В 1944 году австрийский историк искусства Отто Бенеш одну из своих лекций в США назвал «Искусство Возрождения в Северной Европе», а в следующем году опубликовал книгу под таким же названием (The Art of the Renaissance in Northern Europe: Its Relation to the Contemporary Spiritual and Intellectual Movements. Cambridge, Massachusetts 1945. Reprinted Hamden, Conn. 1964).
Северное Возрождение не было однородным: в каждой стране оно имело специфические черты. Так, в истории культуры и, в частности, в истории искусства выделяют немецкое, нидерландское, французское возрождение, испанское, английское возрождение, или Тюдор-Ренессанс, польское возрождение и другие историко-региональные разновидности ренессансной культуры.

## Основные различия итальянского и северного Возрождения
Духовное пробуждение Европы началось в конце XII века и было следствием подъема средневековой городской культуры на Севере континента: в Брабанте, Фландрии, Валлонии и Бургундии. Оно выражалось, по определению О. Бенеша, в «новом эмпиризме» схоластической науки, усилении самосознания личности в религиозной и светской сфере, которое привело к идеологии и эстетике «нового обетования» (лат. Devotio moderna). Однако развитие элементов светского гуманистического мировоззрения и идей религиозного обновления происходили на Севере и на Юге неодинаково. Северное Возрождение было «рождением без античности». Но и итальянцы учились у северян, а те, как например Альбрехт Дюрер, пешком переходили через Альпы, устремляясь в Италию.
Эрвин Панофский, используя термин «ars nova», заимствованный им из истории нидерландской музыки, имел, таким образом, смелость утверждать, что эпоха Возрождения началась не в самой Италии, а в Нидерландах. В. Н. Гращенков также весьма категорично писал в отношении искусства живописи: «В нидерландских городах уже в первой трети этого столетия совершился художественный переворот огромного исторического значения. Там, в окружении феодальной и придворно-рыцарской культуры, родилось новое европейское искусство — искусство реалистической масляной живописи. Не Дюрер, а Ян Ван Эйк стоит у истоков Северного Возрождения».
Известно, что когда «Алтарь Портинари», триптих, написанный нидерландским мастером Хуго ван дер Гусом в 1477—1478 годах привезли во Флоренцию, то тончайшая техника «фламандской манеры» (живопись методом лессировок) и иллюзорность изображения произвели на итальянских художников ошеломляющее впечатление. До этого момента они такой живописи не знали. Местные живописцы до того времени работали преимущественно темперой, которая не могла дать множества просвечивающих слоёв и, следовательно, тонкой моделировки объёмной формы. Технику масляной живописи северные мастера вначале применяли для раскрашивания деревянных статуй церковных алтарей по гипсовому грунту, а затем перенесли на росписи деревянных створок таких же алтарей. Поэтому искусство Возрождения в живописи, образно говоря, двигалось не только с Востока на Запад, но и с Севера на Юг.
Классические сюжеты, античная история, мифологические персонажи и аллегории были известны северным писателям, они оставались актуальными на протяжении всего Средневековья, но формы классического искусства не усваивались; родными для северян были формы готики, поэтому не возникала столь характерная для Италии контаминация христианских идей и античной иконографии. В. Н. Гращенков отмечал, что «антикизирующее течение» в искусстве итальянцев и натуралистическое северян «с формами зрелой готики, с её общим спиритуалистическим настроем и натурализмом деталей», будучи антагонистическими, всё же стремились друг к другу, нередко соприкасались и сливались.

## Представители
Наиболее выдающиеся произведения живописи Северного Возрождения представлены творчеством художников нидерландской и немецкой школ.
В Нидерландах и Фландрии это, прежде всего, Ян ван Эйк, Хуберт ван Эйк, Робер Кампен, Гуго ван дер Гус, Рогир ван дер Вейден, Ханс Мемлинг. Мастера «второго эшелона» — Гертген тот Синт Янс, Квентин Массейс, Бернар ван Орлей. Образцы более позднего периода — творчество Босха и Брейгеля, а также Иоахима Патинира, Адриана Изенбранта, Яна Провоста, Яна ван Скорела, Корнелис Энгелбрехтсен, Артген ван Лейден.
В Германии — Альбрехт Дюрер, Маттиас Грюневальд, Лукас Кранах старший, Альбрехт Альтдорфер, Ганс Гольбейн, Ханс Бальдунг, Вольф Губер, Мастер M. S. и другие (См. также Дунайская школа живописи)
В Швейцарии — Ганс Гольбейн (Базельского периода, 1515—1532), Никлаус Мануэль по прозвищу Дёйч (Дойч), Ханс Леу младший, Ханс Фрис и Урс Граф.
Во Франции — художники Жан Фуке, Жан Клуэ, Франсуа Клуэ, Жан Гужон, Марк Дюваль, Франсуа Кенель, представители династии придворных художников Дюмустье: Даниель Дюмустье, Косм Дюмустье, Жоффруа Дюмустье, Этьен Дюмустье; ранний Рогир ван дер Вейден. Оригинальным представителем эпохи, не вписывающимся в традиционные рамки представлений о стилях, был Жан Дюве. Своими экспериментами на грани музыки, тайнописи и живописи известен композитор Бод Кордье.
В Великобритании — Уильям Шекспир, знаменитый своими сонетами, трагедиями и комедиями, художник-миниатюрист Исаак Оливер.